# Paul Gustave Doré
Paul Gustave Doré (født 6. januar 1832, død 23. januar 1883) var en fransk kunstner, gravør og illustrator. Doré arbejdede primært med graveringer i stål og træ og betragtes som en mester i dette.

## Udvalgt billedgalleri
- Jakobs kamp med englen
- Satan, antagonisten fra John Miltons Det tabte Paradis
- Den lille Rødhætte